# Sondershausen
Sondershausen er en by i delstaten Thüringen i det centrale Tyskland. Den har 21.183 (2023) indbyggere og er hovedby i Landkreis Kyffhäuserkreis.
Sondershausen var indtil 1918 residensstad i Fyrstendømmet Schwarzburg-Sondershausen og fra 1918 til 1920 hovedstad i Fristaten Schwarzburg-Sondershausen.